# Xestocephalus fistutlus
Xestocephalus fistutlus är en insektsart som beskrevs av Paul S. Cwikla 1985. Xestocephalus fistutlus ingår i släktet Xestocephalus och familjen dvärgstritar. Inga underarter finns listade i Catalogue of Life.